# مغامرات إكابود والسيد تود

مغامرات إكابود والسيد تود (بالإنجليزية: The Adventures of Ichabod and Mr. Toad) فيلم رسوم متحركة (كارتون) أمريكي من إنتاج شركة والت ديزني.

## الأحداث
يتحدث هذا الفيلم عن قصتين الأولى قصة الضفدع المستهتر تود الذي تراكمت عليه الديون وضاع منه ارثه العريق (قصره) لمجموعة من العِرَس، ويحاول اصدقائه عبثاً إصلاحه وانقاظه من سجنه.
أما الثاني فهي قصة اكابود القادم الجديد لقرية صغيرة ليعمل كمدرس يمتاز اكابود بأنه نهم كثير الأكل كما أنه يخاف كثيراً من الأساطير والأشباح. بعد استقراره في القرية والعمل فيها يتعرف إلى كاترينا ابنة العمدة التي اعجب بها كل من في القرية وأولهم الشاب بونغ العنيد. في حفلة سنوية اقامها العمدة يسمع اكابود عن قصة الشبح الفاقد رأسه، وفي طريقه للعودة يرى هذا الشبح ويعاركه.

## اسطورة فاقد رأسه
مثلت هذه الأسطورة وذكرت بوضوح في هذا الفيلم كما مثلت في فيلم جوني ديب سليبي هولو sleepy Hollow

## وصلات خارجية
- مغامرات إكابود والسيد تود على موقع IMDb (الإنجليزية)
- مغامرات إكابود والسيد تود على موقع ميتاكريتيك (الإنجليزية)
- مغامرات إكابود والسيد تود على موقع روتن توميتوز (الإنجليزية)
- مغامرات إكابود والسيد تود على موقع نتفليكس (الإنجليزية)
- مغامرات إكابود والسيد تود على موقع ألو سيني (الفرنسية)
- مغامرات إكابود والسيد تود على موقع Turner Classic Movies (الإنجليزية)
- مغامرات إكابود والسيد تود على موقع أول موفي (الإنجليزية)
- مغامرات إكابود والسيد تود على موقع فيلمافينيتي (الإسبانية)
- مغامرات إكابود والسيد تود على موقع قاعدة بيانات الأفلام السويدية (السويدية)
- مغامرات إكابود والسيد تود على موقع قاعدة بيانات الفيلم (الإنجليزية)